# Koźmin (Zgorzelec)
Koźmin (deutsch: Kosma) ist eine Ortschaft im polnischen Teil der Oberlausitz in der Woiwodschaft Niederschlesien. Der Ort gehört der Landgemeinde Zgorzelec (polnisch: Gmina wiejska Zgorzelec) an. Im Februar 2009 zählte der Ort 182 Einwohner. Der Ortsvorsteher heißt Kazimiera Borowy.

## Geografie
Koźmin befindet sich beiderseits der Woiwodschaftsstraße 352, die von Zgorzelec im Norden nach Bogatynia im Süden führt. Der Ort liegt auf der Ebene oberhalb des Neißetals auf einer Höhe von etwa 222,8 m n.p.m. Die Lausitzer Neiße fließt im etwa 35 Meter tiefer gelegenen Neißetal ca. 2,5 Kilometer westlich. Die benachbarten Ortschaften sind Koźlice (Köslitz) im Nordwesten, der Zgorzelecer Stadtteil Ujazd (Moys) und Tylice (Thielitz) im Norden und Kunów (Kuhna) im Nordosten. Im Südwesten schließen sich Osiek Łużycki (Wendisch-Ossig) und im Südosten Sulików (Schönberg) an.

## Geschichte
Um das Jahr 1563 gehörte der Ort zur Stadt Görlitz. In ihm lebten damals sechs Bauern und drei Gärtner. Fünf Jahre später erwarb Hans Glücky die Siedlung für 1000 Taler. Er war zugleich Erbe und Gerichtsherr von Köslitz. Hans Glücky und der später sein Sohn Viktorin kauften im Laufe der Zeit sämtliche Höfe des Ortes auf. Glücky und der Nachfolger Friedrich Berger von Kosma sämtliche Steuern und Kontributionen, außer der landvogteilichen Rente. Seit 1633 mussten die Bauern für die Steuerfreiheit bis 1814 Hof- und Handdienste leisten.
Im Jahr 1813 durchzogen erst französische und später preußische Truppenverbände die Ortschaft und plünderten die Höfe. Nach dem Abzug der Truppen wandte man sich hilfesuchend an die Nachbarortschaften Leschwitz und Wendisch-Ossig, die Hilfen gewährten. Bereits 1823 führte eine Poststraße von Görlitz nach Seidenberg und weiter nach Böhmen. Kosma besaß keine eigene Schule und auch keine Kirche. Der Ort gehörte zum Kirchspiel Schönbrunn. Die nächste Schule lag in Kuhna und entstand 1820. Die Ortschaft Kosma musste sich entsprechend der Einwohnerzahl an dem Baukosten beteiligen.
Einst gehörten die Häuser östlich der Straße zur Kolonie Friedrichsfelde im Landkreis Lauban, die Häuser westlich der Straße wiederum zum Landkreis Görlitz. Im Jahr 1933 erhielt der Ort eine Poststelle. Nach dem Ende des Zweiten Weltkrieges fielen die Gebiete östlich der Neiße an Polen. Der motorisierte Verkehr durch den Ort nahm nach dem Bau des Kraftwerks Turów stark zu. Heute gibt es in dem Ort ein Restaurant und mehrere kleine Firmen und Läden.

## Persönlichkeiten
- Gottfried Sibeth (1695–1768), deutscher evangelischer Theologe, Beamter und Chronist